# Bahnverfolgungsschiff

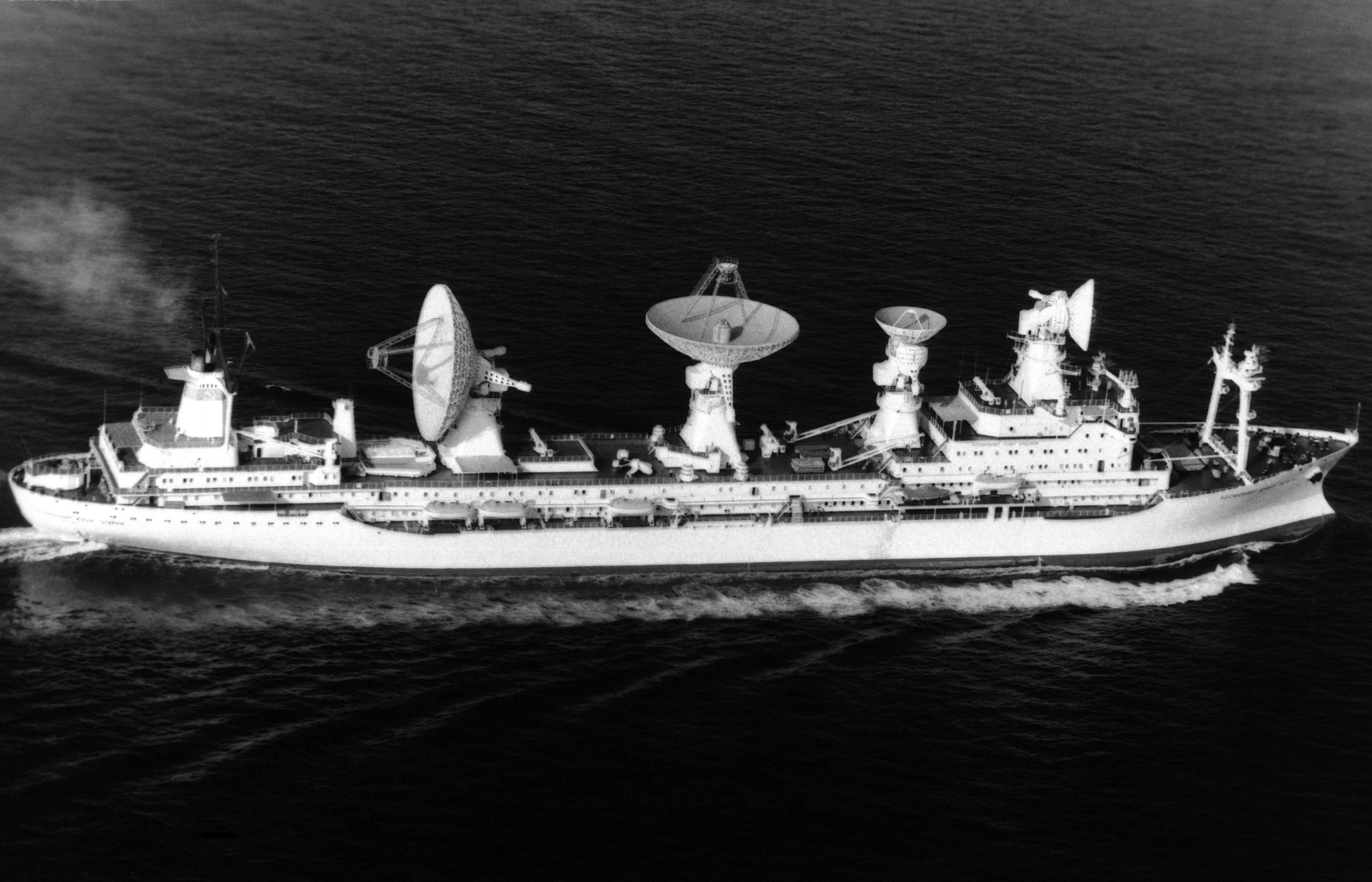
Die Kosmonawt Juri Gagarin (1986)

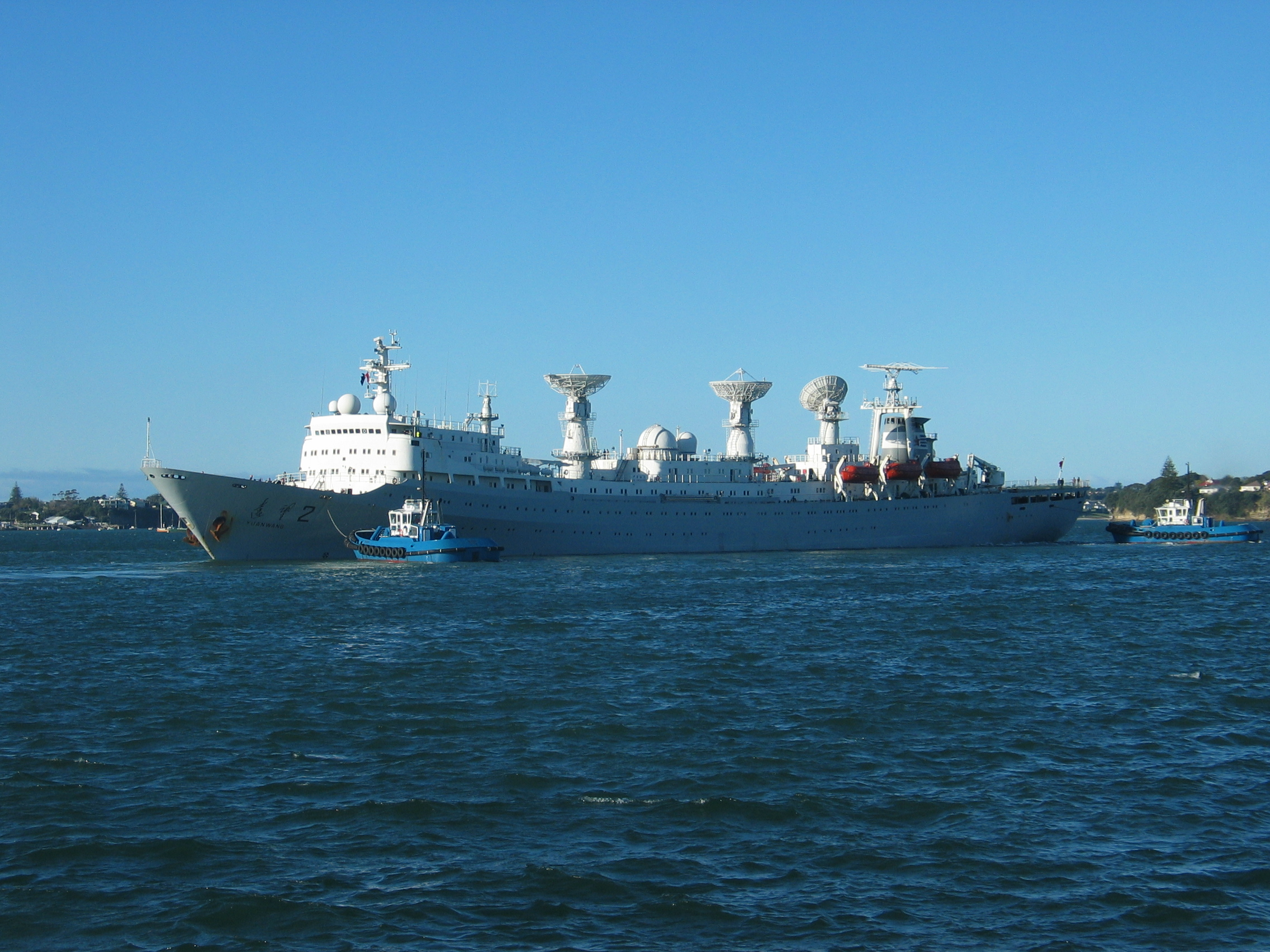
Die chinesische Yuan Wang 2 (2005)

Ein Bahnverfolgungsschiff oder Telemetrieschiff dient der Verfolgung von Raketen und ähnlichen Flugkörpern, wenn diese – wie aus Sicherheitsgründen häufig praktiziert – über See gestartet werden bzw. ihre Bodenspur über den Ozean führt. Sie sind dafür mit Antennen, Radar und den entsprechenden Funkanlagen zum Empfang von Signalen des Flugkörpers wie auch zum Absetzen von Kommandos, z. B. zur Flugbahnkorrektor, ausgestattet und können die Reichweite von Bodenstationen erheblich vergrößern. Ebenso können sie zur Kommunikation mit Satelliten oder Besatzungen während des Fluges eingesetzt werden.
Bahnverfolgungsschiffe wurden oder werden vor allem von den USA und von der Sowjetunion bzw. Russland gebaut und eingesetzt. Die sogenannte Kosmische Flotte der Sowjetunion bestand aus bis zu zehn Schiffen. Die Volksrepublik China verfügt seit 1977 über Bahnverfolgungsschiffe der Yuan-Wang-Klasse. Die französische Marine setzt seit 1992 die Monge als Bahnverfolgungsschiff ein.
Die Bedeutung von Bahnverfolgungsschiffen ist seit den 1970er Jahren zurückgegangen, da in heutiger Zeit bereits in hohen Umlaufbahnen befindliche Satelliten bessere und kostengünstigere Verbindungen bieten können.